# Kei Koizumi
Kei Koizumi (小泉 慶 Koizumi Kei?, Tokio, 19 de abril de 1995) es un futbolista japonés que juega como centrocampista en el F. C. Tokyo de la J1 League.

## Trayectoria

### Clubes
| Club             | País  | Año       |
| ---------------- | ----- | --------- |
| Albirex Niigata  | Japón | 2014-2017 |
| J. League sub-22 | Japón | 2015      |
| Kashiwa Reysol   | Japón | 2018-2019 |
| Kashima Antlers  | Japón | 2019-2021 |
| Sagan Tosu       | Japón | 2021-2022 |
| F. C. Tokyo      | Japón | 2023-     |